# Title (EP)
Title è il primo EP di Meghan Trainor, pubblicato il 9 settembre 2014. L'EP è preceduto dal singolo All About That Bass, che ha raggiunto il primo posto in molte classifiche, incluse quelle degli Stati Uniti e del Regno Unito. Dear Future Husband era inizialmente stata pianificata come secondo singolo, ma è stata sostituita da Title; infine, l'etichetta di Meghan ha deciso di passare direttamente alla promozione dell'album Title, in uscita nel 2015, pubblicando un singolo inedito.

## Tracce
Tutte le canzoni sono state scritte da Meghan Trainor e Kevin Kadish e prodotte da Kevin Kadish.
1. All About That Bass - 3:07
2. Title - 2:54
3. Dear Future Husband - 3:04
4. Close Your Eyes - 3:40

## Classifiche
| Classifica (2014) | Posizione massima |
| ----------------- | ----------------- |
| Canada            | 17                |
| Stati Uniti       | 15                |